# Der Venedig Code
Der Venedig Code (Originaltitel: Tempesta) ist ein US-amerikanisch-britisch-spanisch-italienisch-niederländisch-luxemburgischer Thriller aus dem Jahr 2004. Regie führte Tim Disney, das Drehbuch schrieb Juan Manuel de Prada.

## Handlung
Der US-Amerikaner Patrick Donovan gilt als ein Experte im Bereich der Kunst. Er wird nach Venedig eingeladen, wo er im Auftrag eines Versicherungsunternehmens drei in der Gallerie dell’Accademia befindliche Gemälde begutachten soll. Dazu gehört Giorgiones La Tempesta (Das Gewitter). Die Galerie wird überfallen und La Tempesta wird gestohlen. Donovan und die Adoptivtochter des Galeriebesitzers, Chiara, suchen das Gemälde. Dabei verliebt sich Donovan in die Frau, die nach dem Tod ihres Verlobten Paul Valenzin die Gefühle des Kunstexperten erwidert und mit Donovan eine Beziehung eingeht.
Es stellt sich heraus, dass ein Großteil der Bilder in den europäischen Museen Fälschungen sind, die von Valenzin angefertigt wurden. Donovan und Chiara finden die Originale, die Donovan zurückgeben will. Daraufhin wird er von Chiara erschossen, die sich zudem als die Mörderin ihres Verlobten erweist.

## Kritiken
Das Lexikon des internationalen Films schrieb, der Film sei ein „recht stimmungsvoller Thriller, der von der Atmosphäre der Lagunenstadt geprägt“ würde.

## Hintergründe
Der Film wurde in Venedig und in einem Studio in Luxemburg gedreht. Nach der Weltpremiere am 10. Mai 2004 in Luxemburg wurde er am 11. Oktober 2005 auf dem Sitges Festival Internacional de Cinema de Catalunya gezeigt. Am 23. Juni 2006 folgte eine Vorführung auf dem Internationalen Filmfestival Moskau. Der Film kam in ausgewählte russische Kinos. In anderen Ländern – darunter Deutschland – wurde er direkt auf DVD veröffentlicht.